# Zauriel
Zauriel è un personaggio dei fumetti dell'universo DC, creato da Grant Morrison e Howard Porter sulle pagine di JLA n. 6 del giugno 1997.

## Biografia del personaggio
Zauriel è un angelo custode della schiera dell'aquila che si innamorò di una sua protetta (mortale) e decise quindi di abbandonare la sua immortalità per poter stare vicino a lei. Contemporaneamente scoprì per caso il piano segreto di Asmodel (un re-angelo della schiera del toro) di impadronirsi del Paradiso, e per questo venne inseguito fin sulla Terra dai seguaci di Asmodel per ucciderlo.
In quell'occasione incontrò la Justice League (salvando la vita di Aquaman da un angelo malvagio e stringendo da allora una buona amicizia con lui), unendosi a essa dopo la sconfitta di Asmodel.
Funge da guida verso il paradiso durante la saga Giorno del giudizio.

## Genesi del personaggio
Grant Morrison creò Zauriel dopo che gli fu impedito di usare Hawkman sulle pagine della JLA, dato che la continuity di Hawkman era troppo intricata fino a quel momento. Morrison allude comunque chiaramente alla connessione Hawkman-Zauriel quando Aquaman chiama l'angelo "Katar" (nome di Hawkman) la prima volta che si incontrano. 